# Psychotria ruizii
Psychotria ruizii är en måreväxtart som beskrevs av Paul Carpenter Standley. Psychotria ruizii ingår i släktet Psychotria och familjen måreväxter. Inga underarter finns listade i Catalogue of Life.